# Robert H. Jackson
Robert Houghwout Jackson (13 de febrer de 1892 - † 9 d'octubre de 1954) va ser Fiscal General dels Estats Units, Jutge Associat del Tribunal Suprem dels Estats Units i fiscal en cap durant el judici principal dins dels Processos de Nuremberg.

## Biografia
Va néixer en el poblat de Spring Creek, a Pennsilvània i es va traslladar a estudiar dret a Nova York el 1909. Va passar el seu examen de la BAR el 1913. Va ser nomenat per Franklin Delano Roosevelt a llocs oficials el 1934. Dos anys després, el 1936, va entrar a treballar a la Fiscalia General dels Estats Units, primer com a subdirector i el 1938 fins al 1940 com a fiscal en cap, representant els interessos del govern federal davant el Tribunal Suprem. El 1940 va reemplaçar Frank Murphy com a jutge associat al Tribunal Suprem, fins que va ser enviat per Roosevelt, com a representant dels Estats Units, a la reunió entre les potències aliades que va donar naixement a la Carta de Londres. Aquesta fou feta pública el 9 d'agost d'aquell any, per la qual s'instituïa un Tribunal Penal Militar Internacional per tal de castigar els crims del nazisme.

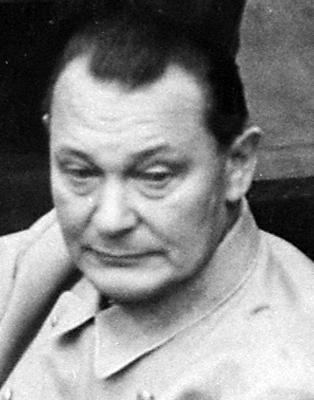
Hermann Göring durant els judicis de Nüremberg, va ser un difícil cas per a Jackson.

Va treballar amb gran vigor amb la finalitat de castigar la maquinària de destrucció i mort creada sota el govern de Hitler. Entre els seus acusats estava Hermann Göring, amb qui va tenir una gran disputa intel·lectual sobre els seus arguments en la fase inicial del procés, la qual cosa afeblí notablement els arguments en contra seu i va fer que Jackson (que va estar a punt de declarar-se incompetent) es replantegés la forma d'exposar les proves i consolidés la seva posició. La seva nova forma d'exposar arguments i la seva iniciativa de presentar testimonis supervivents dels camps de concentració, el va fer famós. Va afavorir en certa manera Albert Speer, malgrat que les proves acumulades en contra seva el feien candidat a la pena de mort.
Les innegables proves dels incommensurables crims del feixisme van quedar de manifest en les sentències dictades pel Tribunal. Malgrat la seva gran feina, no va prosseguir la seva tasca amb posterioritat al gran judici en les causes menys públiques, ja que el president Roosevelt li havia promès  off the record  de nominar-lo com a president del Tribunal Suprem dels Estats Units. Davant la mort del president, el seu successor Harry S. Truman no el va afavorir en la seva decisió i va nominar en el seu lloc a Fred M. Vison. Amb posterioritat a això, es va embarcar en una molt publicitada i amarga polèmica amb el seu contrincant al tribunal, Hugo Black. Va morir als 62 anys a Washington. El seu paper durant el Judici de Nuremberg va ser interpretat al cinema per Alec Baldwin en la pel·lícula per a televisió Nuremberg.